# Cratere Purusa
Purusa è un cratere sulla superficie di Rea.